# Fuscus (Bildhauer)
Fuscus, Sohn eines Longinos, war ein antiker Bildhauer, tätig wahrscheinlich während der Römischen Kaiserzeit im dritten Jahrhundert im kleinasiatischen Isaurien. Er ist heute nur noch von der Signatur auf einer Ostothek („Knochenkiste“) bekannt, die in Sobran (heute Bağyurdu) gefunden wurde. Auf dieser wird er mit seinem Bruder Longinos als Bildhauer (altgriechisch λατύπος) genannt. Die Ostothek befindet sich heute im Archäologischen Museum Konya.